# Бальеса (муниципалитет)
Бальеса (исп. Balleza) — муниципалитет в Мексике, штат Чиуауа с административным центром в посёлке Марьяно-Бальеса. Численность населения, по данным переписи 2010 года, составила 17 672 человека.

## Общие сведения
Название Balleza дано в честь мексиканского революционера Марьяно Бальесы, участвовавшего в войне за независимость Мексики.
Площадь муниципалитета равна 5405 км², что составляет 2,18 % от общей площади штата, а наивысшая точка — 2902 метра, расположена в поселении Эль-Альто-де-ла-Себадилья.
Он граничит с другими муниципалитетами штата Чиуауа: на севере с Ноноавой и Росарио, на северо-востоке с Эль-Туле и Сан-Франсиско-дель-Оро, на юге с Гуадалупе-и-Кальво, и на западе с Гуачочи.

## Учреждение и состав
Муниципалитет был образован в 1820 году, в его состав входит 419 населённых пунктов, самые крупные из которых:
| Код INEGI                  | Населённый пункт                                                                                   | Численность населения (2005 год) | Численность населения (2010 год) |
| -------------------------- | -------------------------------------------------------------------------------------------------- | -------------------------------- | -------------------------------- |
| 007                        | Всего                                                                                              | 16235                            | 17672                            |
| 0001                       | Марьяно-Бальеса (исп. Mariano Balleza) 26°57′14″ с. ш. 106°20′46″ з. д. (административный центр)   | 1990                             | 2087                             |
| 0135                       | Эль-Верхель (исп. Ejido el Vergel) 26°28′27″ с. ш. 106°23′18″ з. д.                                | 1953                             | 2008                             |
| 0070                       | Ла-Магдалена (исп. La Magdalena) 26°52′10″ с. ш. 106°19′21″ з. д.                                  | 450                              | 500                              |
| 0054                       | Хенераль-Карлос-Пачеко (исп. General Carlos Pacheco (El Terrero)) 27°01′01″ с. ш. 106°20′42″ з. д. | 499                              | 490                              |
| 0022                       | Бакирьячи (исп. Baquiriachi) 26°57′21″ с. ш. 106°37′13″ з. д.                                      | 372                              | 430                              |
| —                          | Прочие                                                                                             | 10971                            | 12157                            |
| Названия на карте Генштаба | |                                  |                                  |

## Экономика
По статистическим данным 2000 года, работоспособное население занято по секторам экономики в следующих пропорциях:
- сельское хозяйство и рыболовство — 45,7 %;
- торговля, сферы услуг и туризма — 27,3 %;
- производство и строительство — 21,1 %;
- безработные — 5,9 %.

## Инфраструктура
По статистическим данным 2010 года, инфраструктура развита следующим образом:
- электрификация: 68,8 %;
- водоснабжение: 51,9 %;
- водоотведение: 32,8 %.

## Достопримечательности
В муниципальном центре находится церковь Святого Пабло, построенная в XVIII веке.

## Фотографии

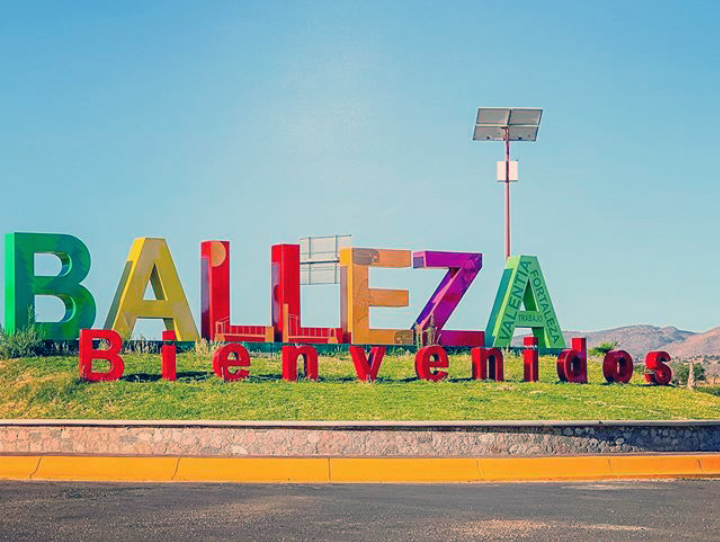
Стела на въезде
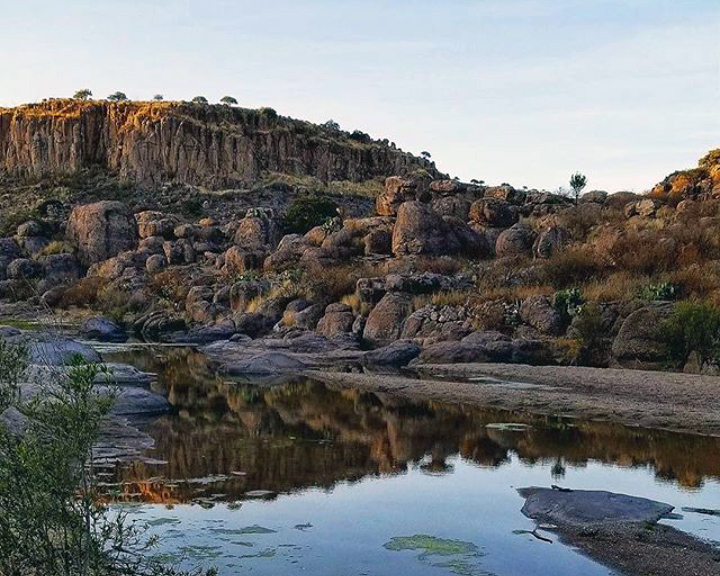
Река Бальеса
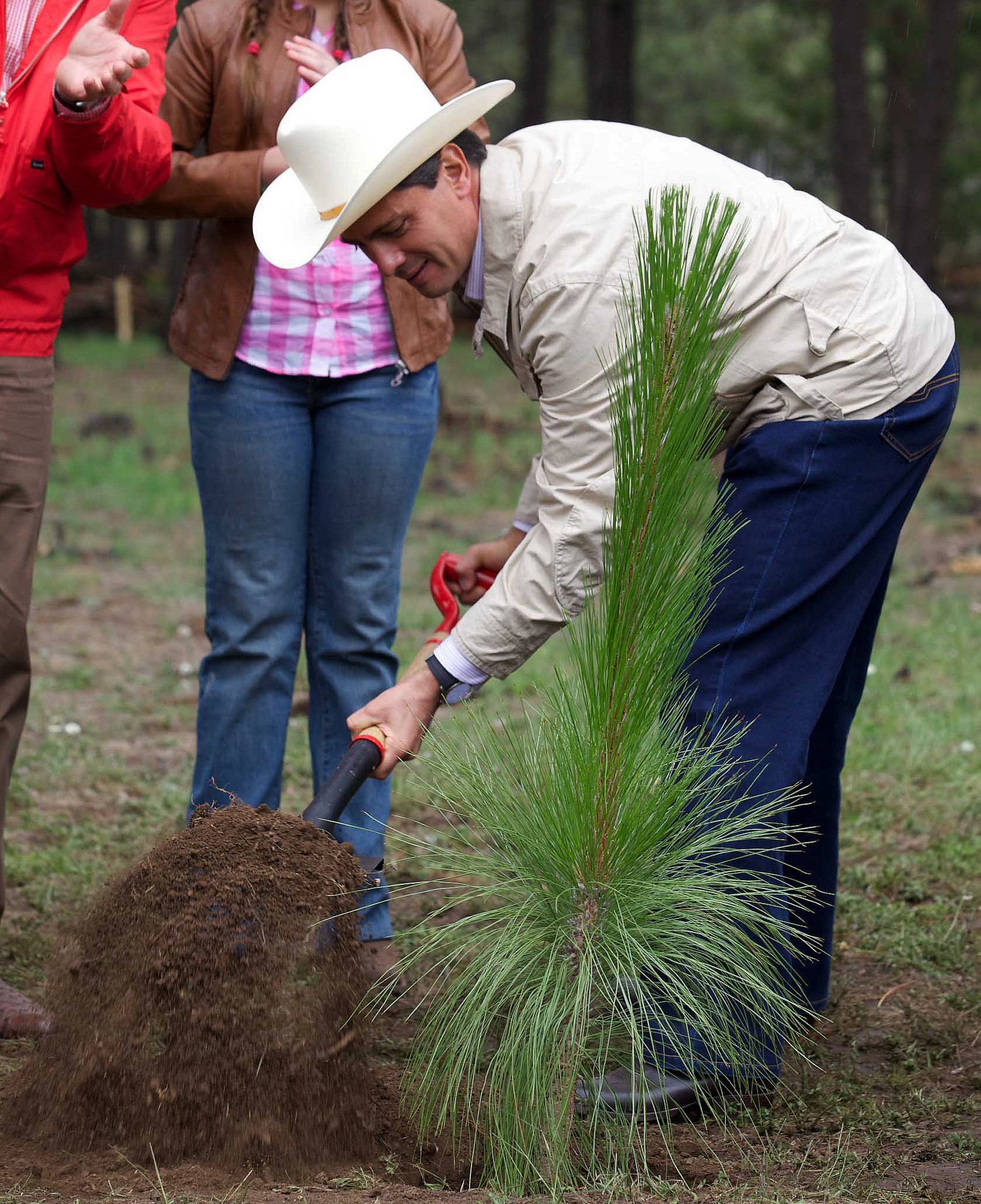
Празднование дня дерева 10 июля 2013 года